# Kobossi
Kobossi est un village du Cameroun situé dans le département de la Bénoué et la Région du Nord. Il fait partie de la commune de Baschéo.
Contrairement à l'ensemble de l'arrondissement, le village de Kobossi est très pentu, ce qui pose des problèmes d'érosion pour les terres cultivées. 

## Population
Lors du recensement de 2005, 1 671 habitants y ont été dénombrés.
Le village est équipé d'un centre de santé intégré. 